# Endromis diabolica
Endromis diabolica är en fjärilsart som beskrevs av Friedrich Wilhelm Niepelt 1931. Endromis diabolica ingår i släktet Endromis och familjen skäckspinnare. Inga underarter finns listade i Catalogue of Life.